# 蒲谷亮一
蒲谷 亮一（かばや りょういち、1944年（昭和19年）9月17日 - ）は、日本の政治家。元神奈川県横須賀市長（1期）。旭日中綬章受章。

## 来歴
神奈川県横須賀市浦郷町生まれ。栄光学園中学校・高等学校を経て、東京大学法学部卒業。自治省に入り、横須賀市副市長、宮城県副知事、札幌市助役などを歴任する。2005年の横須賀市長選挙に立候補し、横須賀市が地盤で当時の内閣総理大臣小泉純一郎ほか30人を超す市議会議員の支援や、連合神奈川など200を超す団体の推薦を受け当選した。2009年の市長選挙で再選を目指したが、元横須賀市議の吉田雄人に敗れた。

## 栄典
- 2014年11月 平成26年秋の叙勲で地方自治功労により旭日中綬章を受章[5]。